# Polyphida monticola
Polyphida monticola är en skalbaggsart som beskrevs av Heller 1915. Polyphida monticola ingår i släktet Polyphida och familjen långhorningar.
Artens utbredningsområde är Filippinerna. Inga underarter finns listade i Catalogue of Life.